# Mecklenburgs-Voorpommers
Mecklenburgs-Voorpommers is een dialect van de Nederduitse/Nedersaksische taal. Mecklenburgs-Voorpommers hoort bij het Oostnederduits. Mecklenburgs-Voorpommers
wordt in Mecklenburg-Voor-Pommeren gesproken, net als Strelitzisch in Neubrandenburg (Nigenbramborg).